# مدينة ألعاب أرض السندباد

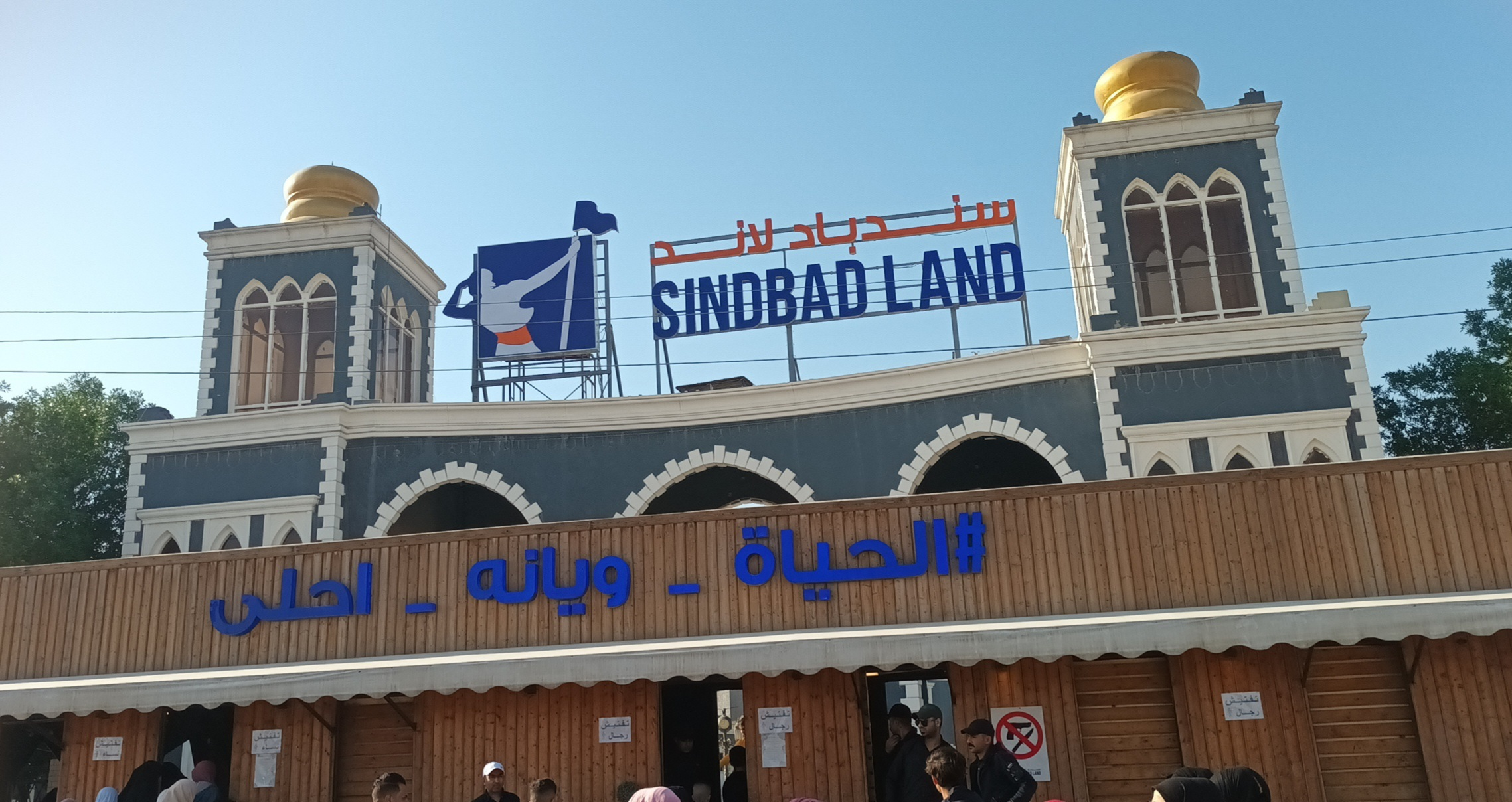
مدينة ألعاب أرض السندباد

مدينة ألعاب أرض السندباد أو مدينة ألعاب سندباد لاند أو مدينة العاب السندباد، هي مدينة ألعاب ترفيهية أفتتحت بتاريخ 16 تموز/يوليو 2015. تقع في شارع فلسطين في منطقة زيونة في صَوب الرصافة من مدينة بغداد، العراق.

## الإنشاء
بلغت تكلفة إنشاء مدينة ألعاب أرض السندباد حوالي 50 مليار دينار عراقي (42 مليون دولار أمريكي تقريباً)، وبمساحة 100 ألف متر مربع، وقادرة على إستيعاب ما لايقل عن 25 ألف شخص يومياً، كما تحتوي على موقف للسيارات بسعة 1500 سيارة.

## الخدمات

### الألعاب
تحتوي المدينة على 30 لعبة منها 15 للكبار و15 لعبة للأعمار المتوسطة والصغيرة إضافة إلى العاب مائية وصالة بولينج وقاعة للألعاب الالكترونية.

### مول السندباد
تم تصميم مدينة بغدادية قديمة باسم السندباد تعكس التراث العراقي وتحكي قصة السندباد وعراقة البناء البغدادي القديم من حيث التصميم واسواقها التجارية الصغيرة في 34 محل تجاري تتضمن مجموعة مطاعم بكامل الخدمات ومقاهي لكافة الاعمار داخلية وخارجية ومحال تجارية لبيع الهدايا والاكسسوارات والخدمات الالكترونية وما شابه ذلك. حيث ان هذه المدينة تكون بوابة المدينة الترفيهية التي يمر من خلالها جميع زوار المدينة من دخول وخروج أسوة بمدن الألعاب العالمية بمساحة كلية تتجاوز 10 الاف متر مربع مع توفير خدمات الإنترنت والبنى التحتية.

### جولات مائية
تطل المدينة على نصب الشهيد وبحيرته المائية التي تبلغ مساحتها 250 ألف متر مربع، تستخدم هذه البحيرة تنظيم جولات سياحية للعوائل بواسطة القوارب الهادئة من الجهة الجنوبية قرب شارع فلسطين إلى الجهة الشمالية قرب طريق قناة الجيش للاستمتاع بمشاهدة المناظر الجميلة.